# Alegeri legislative în Liechtenstein, 2021
Alegeri legislative sunt programate să aibă loc în Liechtenstein pe 7 februarie 2021 pentru alegerea celor 25 de membri ai Landtagului.